# القبطان سندباد

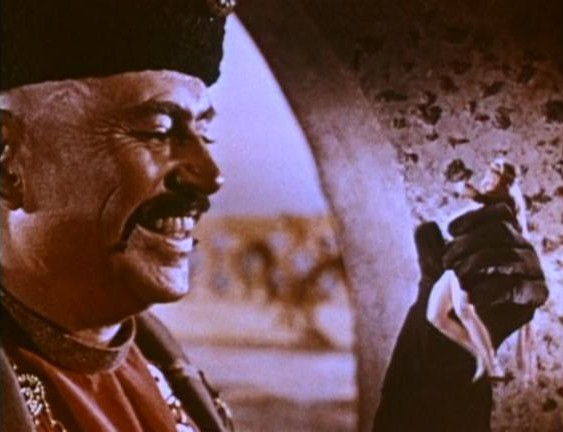
الكريم يستخدم السحر لمجرد الشر: متعة الشر، والحماية الذاتية للشرير، وتعظيم الذات الشريرة

القبطان سندباد (بالإنجليزية: Captain Sindbad)‏ هو فيلم مغامرات خيالي مستقل تم إنتاجه عام 1963، أنتجه فرانك كينغ وهيرمان كينغ (King Brothers Productions)، من إخراج بايرون هاسكين، بطولة جاي ويليامز (نجم زورو في ديزني والنجم المستقبلي في لوست إن سبايس) وهايدي برول. تم تصوير الفيلم في استوديوهات بافاريا للأفلام في ألمانيا وتم توزيعه من قبل مترو-غولدوين-ماير.
أعاد غاي إندور كتابة السيناريو، ثم أعيدت الكتابة مرة أخرى من قبل المنتج المشارك فرانك كينغ قبل أسبوع من التصوير من أجل خفض نفقات الإنتاج؛ تم إعادة تعريف الفيلم قبل إصداره. كما قام هاسكين بتصوير بعض المؤثرات الخاصة للفيلم الخاص بالتجربة التلفزيونية للفيلم في أم جي أم تيلفزيون، ولكن لم يتم أختيارها من أي شبكة.

## القصة
مملكة باريستان السلمية يحكمها الشرير الكريم. وهو يعتزم القبض على منافسه، سندباد، الذي سيعود قريباً من رحلته ليتزوج من الأميرة جانا. تقنع الأميرة الساحر جالجو بتحويلها إلى عصفور ناري، حتى تتمكن من التحليق لتحذير سندباد من المصيدة الموضوعة له. ويصبح قادرة على القيام بذلك تماماً كما يتم اكتشاف جالجو من قبل الحراس، الذين يأخذونه إلى الكريم. بينما يبحر سندباد وطاقمه نحو بارستان، تهبط الأميرة / فايربيرد على السفينة.
لكن قبل أن تتمكن من إيصال الرسالة، يحول كريم الحراس إلى صقور بشرية ضخمة، يتمكنوا من أغراق سفينة السندباد باستخدام صخور كبيرة. ينجو سندباد وبعض أفراد طاقمه من الهجوم ويشقون طريقهم إلى الشاطئ. يمد جالجو ذراعه على مسافة هائلة من أجل سرقة خاتم الكريم السحري. لكن الكريم، يستيقظ في ذات الوقت ويحرق يد جالجو.
يتم القبض على السندباد، الذي يتظاهر بأنه لص صغير، ويجب أن يظهر أمام الحاكم الشرير. الكريم لا ينخدع من مظهره ويأمر بإعدامه. يتحرر السندباد ويطعنه مباشرة في القلب بسيف، لكن لا يمكن قتل الكريم. ويأمر بإعدام السندباد في الساحة العامة في اليوم التالي.
يجب على السندباد الآن أن يخوض معركة مع «الشيء»، وهو مخلوق غير مرئي عملاق مخيف. لحسن الحظ، يضغط الشيء على شعلة، ويشعل حريقًا كبيرًا، مما يحرض على نزوح جماعي للحشد الكبير، مما يسمح للسندباد بالهروب من الساحة أثناء الارتباك.
يذهب سندباد إلى جالجو ويقنع الساحر في النهاية بكشف سر الكريم: لقد تمت أزالة القلب الضعيف للحاكم الشرير، وأصبح الآن آمنًا في برج جرس بعيد، تحرسه قوى خارقة. في غضون ذلك يصر الكريم على الأميرة أن تتزوجه، ولكن عندما ترفض في النهاية، يأمرها بإعدامها مع سندباد عندما يتم القبض عليه. يجب على سندباد ورجاله اجتياز مستنقع من الرعب من أجل الوصول إلى البرج الذي يحتوي على قلب الشرير. في الطريق، يواجهون كرمة آكلة لحوم، وتماسيح ما قبل التاريخ العملاقة، وحفر من الحمم البركانية، وأحواض دوامة قاتلة. خفضت أعدادهم، ووصلوا أخيراً إلى البرج، حيث أرسلوا غول ضخم مع تنين متعدد الرؤوس.
يبدأ السندباد، بمساعدة خطاف، في تسلق حبل الجرس الهائل للبرج. عندما يصل إلى القمة، يكتشف قلب الكريم النابض مغلف بالكريستال. القلب محمي بواسطة يد عملاقة، تطارد السندباد إلى أن يلقي الخطاف على البلورة، مما يزيح القلب الشرير، مما يعطي الكريم نوبة قلبية. يسعى الكريم إلى حماية قلبه الضعيف، وسرعان ما يطير مع جالجو في مركبته المجنحة إلى البرج. السندباد كان على وشك أن يطعن القلب عندما يصل الكريم. تبدأ معركة سيوف شرسة بينهما. يسرق جالجو القلب ويقذفه على جانب البرج. وبينما يسقط على الأرض، يغمى على الكريم، ويسقط من حافة البرج حتى يموت. لاحقاً، تحتفل المملكة بأكملها بزواج القبطان سندباد والأميرة جانا.

## الممثلون
- جاي وليامز في دور القبطان سندباد
- هايدي برول في دور الأميرة جانا
- بيدرو أرمنداريز في دور الكريم
- أبراهام صوبر في دور جالجو
- بيرني هاميلتون في دور كوينيوس
- هيلموت شنايدر في دور بيندر
- مارغريت جاهنن في دور السيدة في انتظار
- رولف وانكا في دور الملك
- والت بارنز في دور رولف
- جيمس دوبسون في دورلفريتش
- موريس موساك في دور أحمد
- هنري براندون في دور العقيد كابار
- جون كروفورد في دور آرام
- جيفري تون في دور موحار
- لورانس مونتين في دور جعفر

## الإنتاج
مقتطفات من فيلم «التنين-الغول» أستخدمت لفترة وجيزة في فيلم قتلة بالفطرة.

## الأستقبال
مراجعة نيويورك تايمز، 4 يوليو، 1964
«حتى حوالي الـ 20 دقيقة الأخيرة، هي عبارة عن مزيج واسع من الكوميديا الخيالية، التي تتفوق على بعض المجموعات المبهجة السخيفة في الجزيرة العربية القديمة. أما بالنسبة للحبكة، فهناك سندباد (جاي وليامز) الذي يحاول إنقاذ أميرة ميتة (هايدي بروهل) من حاكم شرير (بيدرو أرمنداريز)، بمساعدة من الساحر القديم المتجهم».
"رمي في نوع "شهرزاد" من درجة متعبة"، كما يتشجع السيد وليامز أي شيء من التماسيح إلى وحش بـ12 رأس (حسب عدنا، على أي حال)، ولديك نوع من القمامة غير ضارة قد يتحملها بعض الأطفال".

## تكيف الكتاب الهزلي
- مفتاح الذهب: القبطان سندباد (سبتمبر 1963)[4]

## وصلات خارجية
- القبطان سندباد على موقع IMDb (الإنجليزية)
- القبطان سندباد على موقع روتن توميتوز (الإنجليزية)
- القبطان سندباد على موقع ألو سيني (الفرنسية)
- القبطان سندباد على موقع Turner Classic Movies (الإنجليزية)
- القبطان سندباد على موقع أول موفي (الإنجليزية)
- القبطان سندباد على موقع فيلمافينيتي (الإسبانية)
- القبطان سندباد على موقع قاعدة بيانات الأفلام السويدية (السويدية)
- القبطان سندباد على موقع قاعدة بيانات الفيلم (الإنجليزية)
- القبطان سندباد على موقع ليتربوكسد (الإنجليزية)
- القبطان سندباد على موقع كينوبويسك (الروسية)